# IMUSE
iMUSE是由電子遊戲作曲家麥可·蘭德、彼得·麥康奈爾所開發，為一種能讓電子遊戲的背景音樂依照遊戲角色於場景裡的動作內容；產生曲風上變化之擁有互動效果的遊戲引擎。此應用於由美國遊戲公司LucasArts所推出的作品為主，其名稱則是「Interactive Music Streaming Engine」（互動式音樂串流引擎）所簡寫組成的頭字語。

## 起源
最初麥可·蘭德在為LucasArts於1990年所發行的冒險遊戲；《猴島小英雄》系列首作─《猴島的秘密》創作配樂時，便有感他往後需要一個能夠在透過遊戲場景改變時；改變配樂氣氛的系統。之後麥可·蘭德便聯繫友人彼得·麥康奈爾前來到LucasArts工作、來一同開發他心中所構思的遊戲音樂引擎。在iMUSE開發完畢後，首次的採用便是在《猴島小英雄》第二款作品；於1991年發行的《猴島小英雄2：老查克的復仇》上，而於此開始LucasArts往後所發行全部的冒險類型遊戲中；皆採用iMUSE作為配樂表現的處理系統。

## 應用
網路上在介紹iMUSE效能的專欄文章；多以《猴島小英雄2：老查克的復仇》的遊戲前段開頭作為範例。在該範例中遊戲的主角─年輕男性海盜「小蓋」在遊走碼頭一帶時的配樂主題曲，會隨著他進入不同室內場景時；以不中斷的方式突然切換成不同的節奏，而當他走回到室外的碼頭時；場景主題曲又會不中斷地調回到一開始的曲風。

## 採用作品
- 猴島小英雄2：老查克的復仇（1991年）
- 星際大戰：X戰機（1992年）
- 亞特蘭提斯之謎（1992年）
- 妙探闖通關 大腳之謎（1993年）
- 瘋狂時代（1993年）
- 星際大戰：鈦戰機（1995年）
- 星際大戰：暗黑原力（1995年）
- 極速天龍（1995年）
- 異星搜奇（1995年）
- 猴島的詛咒（1997年）
- 神通鬼大（1998年）
- 猴島小英雄 逃離猴島（2000年）